# Hotel Adlon (Film)
Hotel Adlon ist eine deutsche Filmbiografie des gleichnamigen Berliner Luxushotels und von Hedda Adlon aus dem Jahr 1955. Regie führte Josef von Báky.

## Handlung
Erzählt wird in episodenhafter Abfolge die Geschichte des legendären Hotels aus der Sicht von Paul Rippert. Dieser junge Mann kommt im Jahr 1907, unmittelbar nach der Eröffnung, ins Hotel Adlon und beginnt seine Laufbahn als Piccolo und Page. Er erlebt, wie Kaiser Wilhelm II. die Nobelherberge eröffnet, und lernt bald darauf die junge Hotelangestellte Ninette kennen, die schließlich seine Frau wird. Hochgestellte Persönlichkeiten nächtigen im Adlon ebenso wie finstere Gestalten. Ein Mordanschlag auf den russischen Zaren Nikolaus kann gerade noch verhindert werden, wenig später bricht der Erste Weltkrieg aus.
Die Regierenden kommen und gehen, Monarchen wie Regierungschefs nächtigen im Adlon, während Rippert allmählich die Karriereleiter aufsteigt. Schließlich stirbt der Hotelgründer und Familienpatriarch Lorenz Adlon – eine neue Ära beginnt. Rippert erlebt in den Jahrzehnten seiner Tätigkeit im Adlon sowohl freudige Ereignisse als auch tragische Momente mancher Gäste. Da ist beispielsweise eine Tänzerin, die sich im Krieg amourösen Abenteuern hingibt, oder die raffinierte Diebin, die das Haus unsicher macht. Mit Anbruch der NS-Zeit muss sich Rippert ganz neuen Herausforderungen stellen. Die Olympischen Spiele von 1936 erlebt er für das Haus als eine besonders aufregende Zeit. Kurz nach Kriegsende 1945 brennt das Haus völlig aus. Der Neuanfang gestaltet sich für den zum Hotelmanager aufgestiegenen Rippert als ungeheuer schwierig.

## Produktionsnotizen
Hotel Adlon entstand nach den Lebenserinnerungen von Hedda Adlon: Hotel Adlon. Das Haus, in dem die Welt zu Gast war, von 1955.
Gedreht wurde der Film vom 16. Mai bis 5. Juli 1955 in den CCC-Ateliers in Berlin-Spandau, die Außenaufnahmen entstanden in Berlin und Umgebung. Die Filmbauten stammten von Rolf Zehetbauer und Albrecht Hennings. Manon Hahn entwarf die umfangreichen Kostüme. Die Produktionsleitung hatte Conrad Flockner. Die Uraufführung fand am 1. September 1955 in Frankfurt am Main statt. Am 29. September 1955 lief Hotel Adlon auch in Berlin an. 

## Auszeichnungen
Der Film erhielt das „Prädikat wertvoll“ der FBL. Im Rahmen der Filmfestspiele von Venedig wurde Hotel Adlon 1955 erstmals auch einem internationalen Publikum vorgestellt.

## Kritiken
Das Lexikon des Internationalen Films schrieb: „Subjektiv erlebte Historie, Milieustudie und Gesellschaftsdrama verbinden sich zu einem gepflegten, anspruchsvoll besetzten Unterhaltungsfilm.“ Der Evangelische Film-Beobachter zog folgendes Fazit: „Nicht nur handwerklich und künstlerisch gekonnt, sondern auch um geschichtliche und politische Gewissenhaftigkeit und geistige Sauberkeit bemüht. Ab 14 empfehlenswert.“